# 絶対戦争
絶対戦争（ぜったいせんそう、英：Absolute war）とは敵を完全に打倒するまで戦う戦争の形態である。絶対的戦争（ぜったいてきせんそう）とも。

## 概要
クラウゼヴィッツは『戦争論』において戦争の本質について考察を行っており、その本性を「拡大された決闘」であると捉えた。すなわち戦争は物理的な強制力を以って敵に自らの意思を強制することであり、言い換えれば軍事力による敵戦力の殲滅を目指すことに他ならない。
しかしながら、戦争では、その目的が政治目的に従属し、また外交的手段が伴うために絶対戦争が行われるとは限らない。そのために絶対戦争には「現実の戦争」という概念が対置される。